# Esperança
|  | Per a altres significats, vegeu «Esperança matemàtica». |

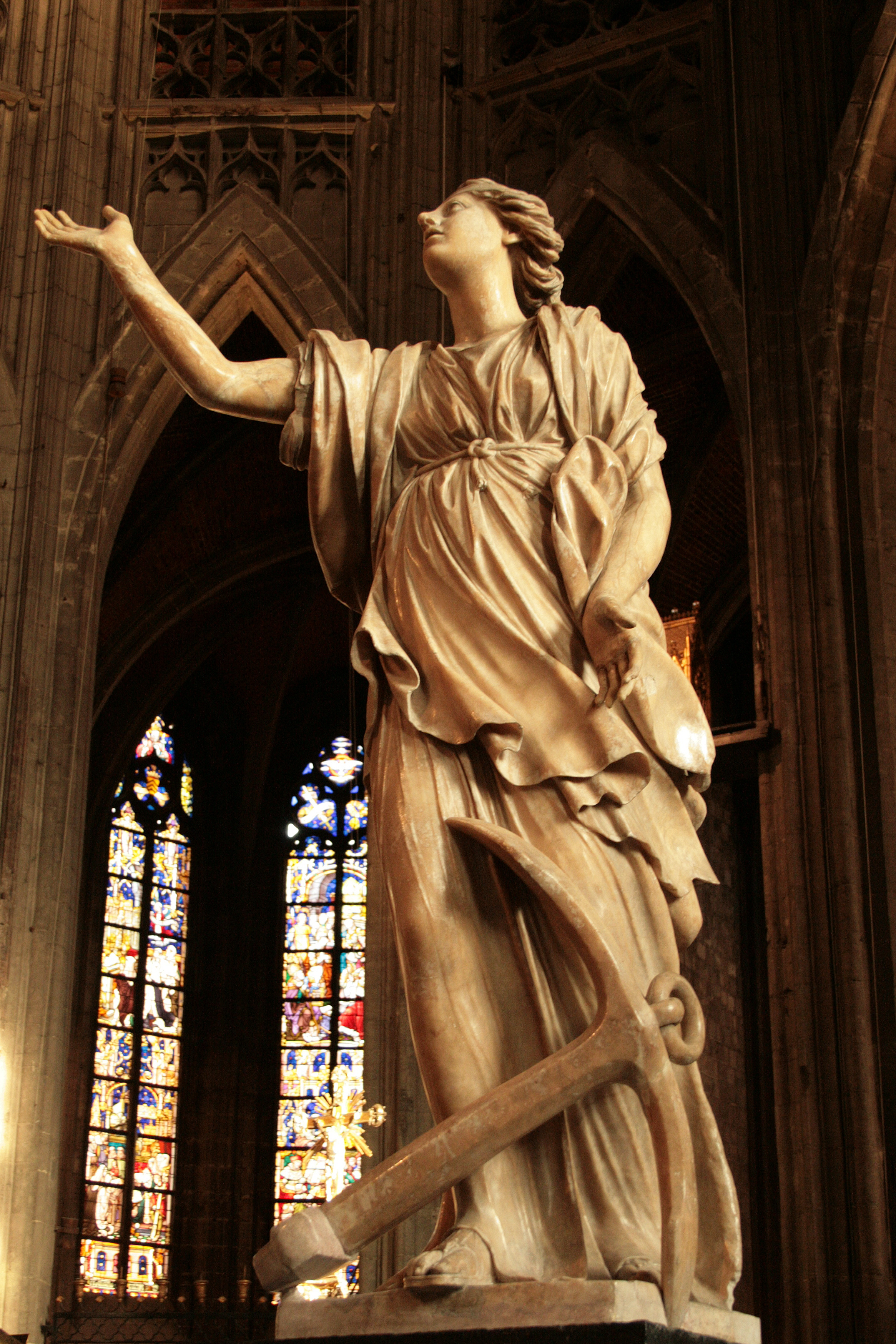
L'Esperança de Jacques Du Brœucq

L'esperança és un estat d'ànim optimista basat en l'expectativa de resultats favorables relacionats a esdeveniments o circumstàncies de la pròpia vida o del món en el seu conjunt.

## Religions antigues
L'esperança apareix en la mitologia grega en la història de la caixa de Pandora. Prometeu va robar el foc de Zeus per donar-lo als éssers humans, la qual cosa va enfurismar el déu suprem. Com a venjança, Zeus crea un pythos (tipus de gerro) que contenia tots els mals i el dona juntament amb Pandora al germà de Prometeu. Aquesta, creada pels déus amb una curiositat innata, va obrir la caixa prohibida i tots els mals van ser alliberats al món; solament Elpis en va romandre al fons, l'esperit de l'esperança.

## Cristianisme
En la teologia cristiana l'esperança és una de les tres virtuts teologals (juntament amb la fe i la caritat) i formen una unitat indissoluble amb les virtuts cardinals o naturals: prudència, justícia, temprança i fortalesa i totes en conjunt descriuen la imatge cristiana de l'ésser humà.
L'esperança és la virtut per la qual la persona passa d'esdevenir a ser o existir. Seguint sant Tomàs d'Aquino, ha estat definida com a «virtut infusa que capacita l'ésser humà per tenir confiança i plena certesa d'aconseguir la vida eterna i els mitjans, tant sobrenaturals com naturals, necessaris per arribar-hi amb ajut de Déu».
A l'esperança s'oposen, per defecte, la desesperació, que és la «pèrdua total de l'esperança», i per excés, la presumpció i d'altra banda, el temor.

## Iconologia
L'Esperança va ser una divinitat honorada pels romans, a la qual van dedicar molts temples. Era, segons els poetes, germana del Somni, que dona treva a les nostres penes, i de la Mort, que les acaba. Píndar la representa amb la figura d'una jove nimfa, amb rostre serè, somrient amb gràcia, coronada de flors, missatgeres dels fruits i tenint a la mà un ram de flors. El verd és el seu color característic, com a emblema de la naixent verdura que presagia la collita.
Els antics la pintaven amb ales perquè és propi de l'esperança escapar-se quan algú pensa agafar-la. Els moderns li han donat una àncora per atribut, però cap monument antic la representa amb aquest símbol. S'hi podria afegir l'arc de Sant Martí. És molt enginyosa l'al·legoria que la representa alimentant l'Amor.
Una antiga medalla la representa coronada, tenint a mà esquerra uns galls d'indi i espigues, com Ceres; es recolza amb la mà dreta sobre una columna i té davant un rusc, a la part superior del qual s'eleven algunes espigues i flors.

### Esperança enganyada
Va vestida de verd i sembra gra, que un lleuger vent s'emporta. Porta el coll nu i s'estreny un dels pits, com si volgués donar a mamar. Les seves dues grans ales indiquen la seva inestabilitat.

### Esperança cristiana
Gravelot l'ha representada per una figura asseguda sobre la proa d'una nau recolzada sobre una àncora i en actitud d'un ardent desig. Sembla tenir fixada l'atenció en l'arc de Sant Martí, pronòstic d'un temps més serè, i les flors que hi ha prop d'ella anuncien i prometen l'estació dels fruits.